# António Luís dos Santos Serrado
Lunguinha, właśc. António Luís dos Santos Serrado (ur. 16 stycznia 1986 w Huambo) – piłkarz angolski grający na pozycji obrońcy. Od 2016 roku jest zawodnikiem klubu Progresso Sambizanga.

## Kariera klubowa
Swoją karierę piłkarską Lunguinha rozpoczął w klubie Petro Atlético z miasta Huambo. W 2006 roku zadebiutował w nim w pierwszej lidze angolskiej. W 2010 roku przeszedł do Primeiro de Maio z Bengueli. Z kolei w 2011 roku został zawodnikiem klubu Kabuscorp z Luandy. W 2013 roku zdobył z nim mistrzostwo Angoli, a w 2016 roku odszedł do Progresso Sambizanga.

## Kariera reprezentacyjna
W reprezentacji Angoli Lunguinha zadebiutował w 2012 roku. W 2013 roku został powołany do kadry na Puchar Narodów Afryki 2013.